# Grades de l'Armée impériale japonaise durant la Seconde Guerre mondiale
Cette page présente les grades militaires en vigueur dans l'Armée impériale japonaise durant la Seconde Guerre mondiale.

## Officiers
| Grades de l'Armée impériale japonaise        | Traduction française     | Insigne d'épaule                   | Niveau de commandement habituel                              |
| -------------------------------------------- | ------------------------ | ---------------------------------- | ------------------------------------------------------------ |
| 大元帥陸軍大将 (Daigensui-Rikugun-Taishō)    | Grand Maréchal           |                                    | Empereur du Japon (Armée impériale et Marine impériale)      |
| OF-10 元帥、陸軍大将 (Gensui-Rikugun-Taishō) | Maréchal                 | Et son badge porté à la poitrine : | Armée générale (Groupe d'armées)                             |
| OF-9 陸軍大将 (Rikugun-Taishō)               | Général de corps d'armée |                                    | Armée générale Armée régionale (Armée) Armée (Corps d'armée) |
| OF-8 陸軍中将 (Rikugun-Chūjō)                | Général de division      |                                    | Armée régionale Armée Division                               |
| OF-7 陸軍少将 (Rikugun-Shōshō)               | Général de brigade       |                                    | Brigade                                                      |
| OF-5 陸軍大佐 (Rikugun-Taisa)                | Colonel                  |                                    | Régiment                                                     |
| OF-4 陸軍中佐 (Rikugun-Chūsa)                | Lieutenant-colonel       |                                    | Régiment                                                     |
| OF-3 陸軍少佐 (Rikugun-Shōsa)                | Commandant               |                                    | Bataillon                                                    |
| OF-2 陸軍大尉 (Rikugun-Tai-i)                | Capitaine                |                                    | Compagnie Batterie d'artillerie                              |
| OF-1 陸軍中尉 (Rikugun-Chūi)                 | Lieutenant               |                                    | Compagnie Batterie d'artillerie                              |
| OF-1 陸軍少尉 (Rikugun-Shōi)                 | Sous-lieutenant          |                                    | Peloton                                                      |

## Hommes du rang et sous-officiers
| All-forces ranks | Traduction française | Collar insignia | Niveau de commandement habituel                 |
| --- | -------------------- | --------------- | ----------------------------------------------- |
| OR-9 准尉 (Jun-i (Associate Officer)                                                                                          | Adjudant             |                 | Peloton                                         |
| OR-7 曹長 (Sōchō) | Sergent-major        |                 | Peloton                                         |
| OR-6 軍曹 (Gunsō) | Sergent              |                 | Groupe de combat                                |
| OR-5 伍長 (Gochō) | Caporal              |                 | Groupe de combat                                |
| OR-4 伍長勤務上等兵 (Gochō Kimmu jōtōhei (Soldat de 1re classe agissant en tant que caporal)) 兵長 (Heichō (Leading Soldier)) | Soldat-chef          |                 | Groupe de combat                                |
| OR-3 上等兵 (Jōtōhei (Soldier superior class))                                                                                | Soldat de 1re classe |                 | Autorité sur le ou les pourvoyeurs de munitions |
| OR-2 一等兵 (Ittōhei (Soldier First Class))                                                                                   | Soldat de 2e classe  |                 | Pas de commandement                             |
| OR-1 二等兵 (Niōhei (Soldier Second Class))                                                                                   | Soldat de 3e classe  |                 | Pas de commandement                             |